# Sonder Kfz-1
Das Sonder-Kfz-1 (SK-1) war ein leichtes Kampffahrzeug, das 1953/54 bei der Kasernierten Volkspolizei der DDR in Dienst gestellt wurde. Das Fahrzeug basierte auf dem Fahrgestell des Lkw Phänomen Granit 30K. Aufgrund des erhöhten Gewichtes wurde die Hinterachse mit Zwillingsbereifung und verstärkten Federn umgerüstet. Das Sonder Kfz-1 war für den Einsatz auf befestigten Straßen konzipiert und hatte eine Watfähigkeit von 0,82 m. Weitere Typen des Fahrzeuges waren für den Einsatz als Nachrichtenfahrzeuge und Fernsprechwagen geplant.
Ab Mitte der 1950er-Jahre konnten sowjetische Schützenpanzerwagen in die DDR eingeführt werden, die Verwendung in der NVA fanden. Die Sonder Kfz-1 wurden den Kampfgruppen der Arbeiterklasse zum Objektschutz übergeben. Die Kampfgruppen setzten die Fahrzeuge am 13. August 1961 beim Bau der Berliner Mauer ein. Das Sonder-Kfz-1 war das einzige in der DDR serienmäßig gebaute Panzerfahrzeug.

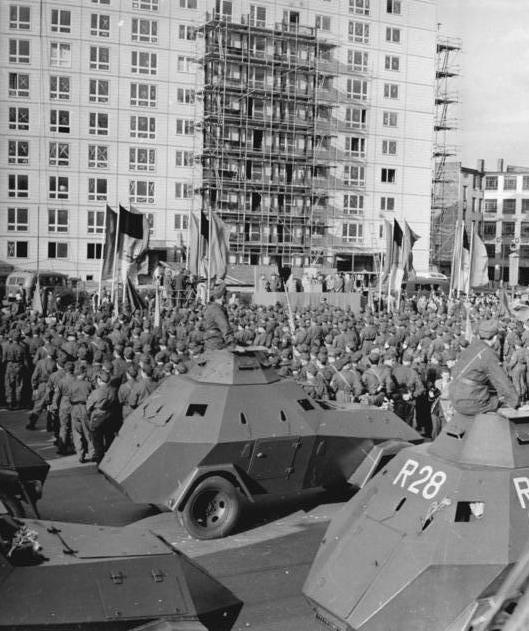
Das Sonder-Kfz-1 beim Appell der Berliner Kampfgruppen am 23. August 1961 in der Stalinallee.
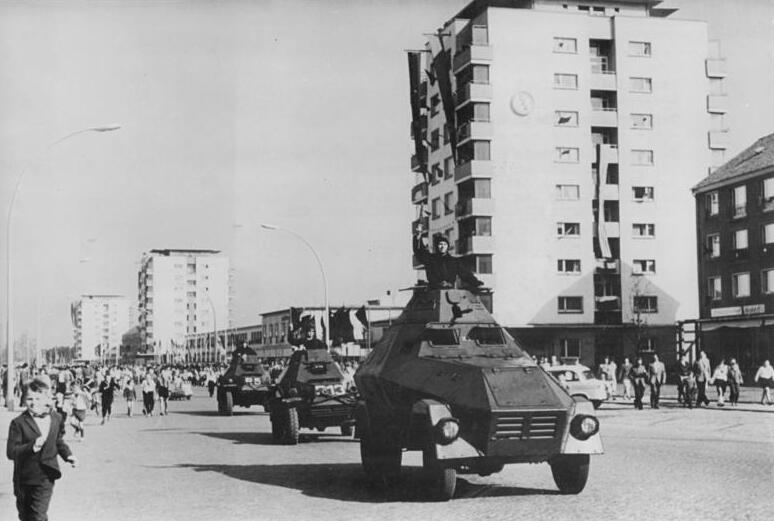
Das Sonder-Kfz-1 1961 auf einer Parade in Stalinstadt (Eisenhüttenstadt).
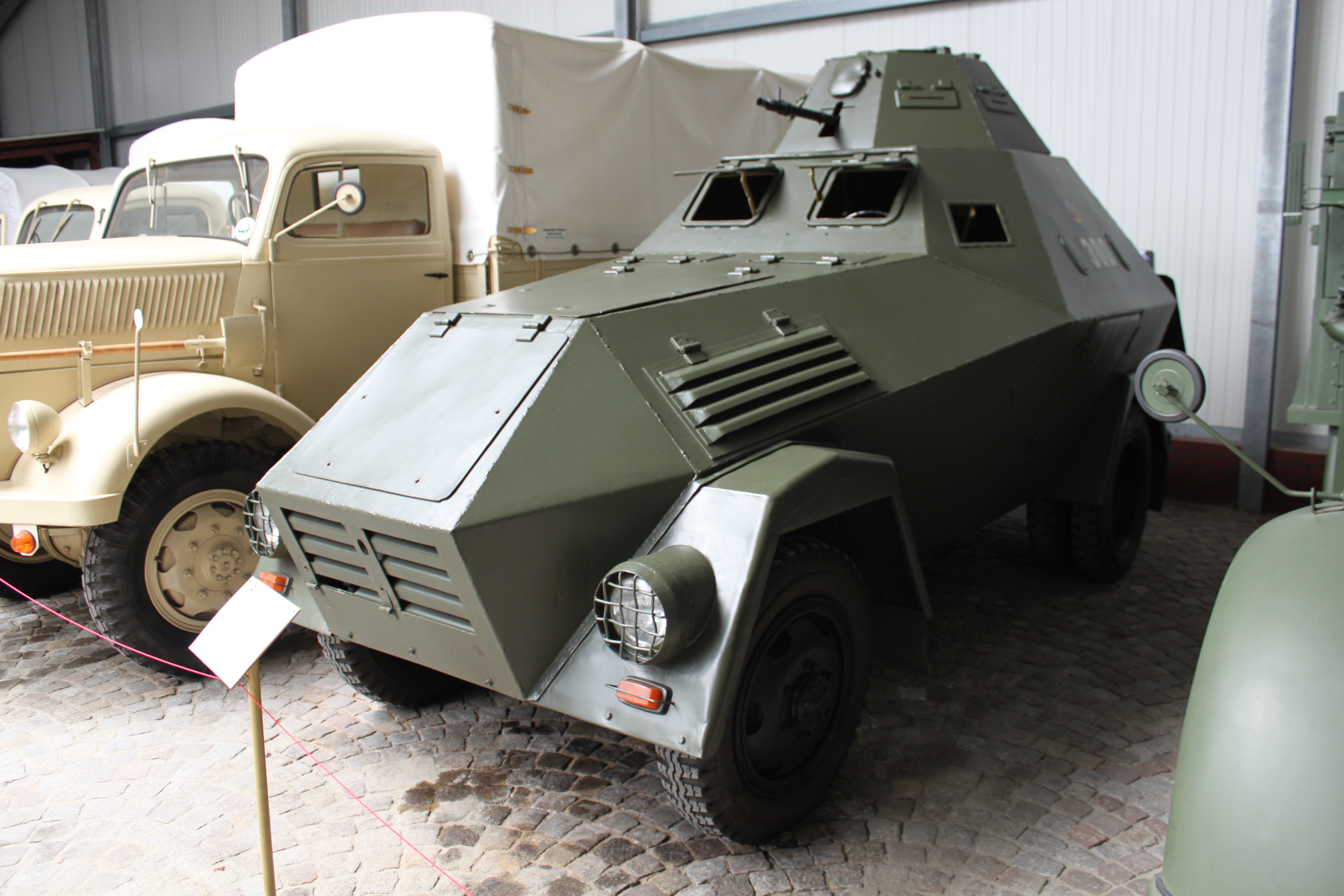
Sonder-KFZ 1 im Sächsischen Nutzfahrzeugmuseum in Hartmannsdorf